# Palazzo Marazzi (già Vimercati, Griffoni Sant'Angelo, Scotti)
Il palazzo Marazzi, già Vimercati, Griffoni Sant'Angelo, Scotti, è una dimora storica privata di Crema.

## Storia
Sono scarne le informazioni relative alle origini di questo complesso. La prima notizia certa risale all'anno 1422, precisamente al testamento di Giovanni Tommaso Vimercati rogato dal notaio Vincenzo Martinengo, il quale lasciava in eredità i suoi averi agli eremitani di Sant'Agostino affinché vi costruissero il proprio convento. Sembra che la donazione ad una istituzione religiosa fosse dovuta alla volontà di espiare le colpe del nonno Latino e del padre Giovanni per quanto avevano illecitamente guadagnato con la pratica dell'usura.

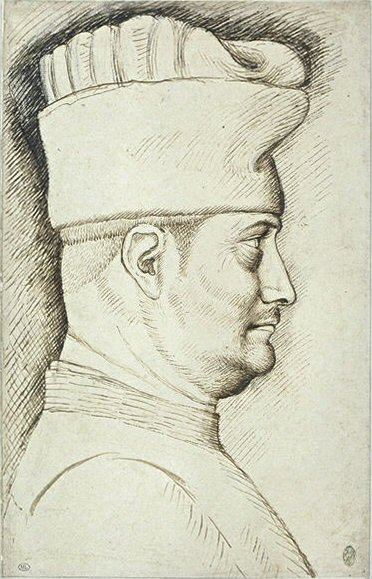
Filippo Maria Visconti.

Il testamento Vimercati, tuttavia, era gravato di così tanti vincoli e legati da catturare l'attenzione del fisco che provvide ad incamerare l'eredità perché considerata proveniente da attività illecite; fu per la volontà di Filippo Maria Visconti che con donazione ducale i beni furono ceduti agli eremitani; ma i padri domenicani ne ostacolarono l'insediamento perché considerato troppo vicino al loro monastero, cosicché gli agostiniani scelsero un altro luogo nella Vicinia dei Terni.
Da qui e per alcuni decenni ci sono lacune documentali: nel 1526 vi dimorava la famiglia Griffoni Sant'Angelo, per cui è verosimile che gli agostiniani, non potendo godere dell'immobile, lo vendettero a questa famiglia.
Nel 1619 Leonarda Griffoni Sant'Angelo sposò il conte Ferdinando Scotti e la dimora passò alla casata piacentina alla quale vi rimase fino al conte Paolo deceduto nel 1774.
Successivamente nel 1815 il complesso veniva classificato come «osteria» di proprietà di Giacomo Gervasoni, con accesso dalla Contrada di Porta Ombriano (via XX Settembre). Subentrò, quindi, Pietro Antonio Rampazzini che trasformò la dimora nell'«Albergo del Pozzo Nuovo» e divenne capolinea del servizio di trasporto pubblico fondato dallo stesso Rampazzini: si trattava di un servizio di trasporto giornaliero di persone verso e da Milano utilizzando velociferi, tipi di diligenze molto leggere.
Nel 1853, oppure nel 1863, subentrò quale proprietario dell'albergo e dell'azienda Vincenzo Folcioni; la ditta Vincenzo Folcioni & C. successore a P. A. Rampazzini effettuava due corse giornaliere Milano-Crema e ritorno sempre in coincidenza colla Ferrovia Milano-Treviglio; con l'apertura della tratta ferroviaria Cremona-Treviglio l'attività di trasporto fu chiusa.
Folcioni morì nel 1883 e lo stabile passò alla famiglia Genzini a cui rimase fino al 1917 quando Carolina Luchini vedova Genzini vendette il palazzo al conte Fortunato Marazzi che ripristinò l'originaria destinazione residenziale e ai cui discendenti rimane proprietario.

### Personalità legate al palazzo

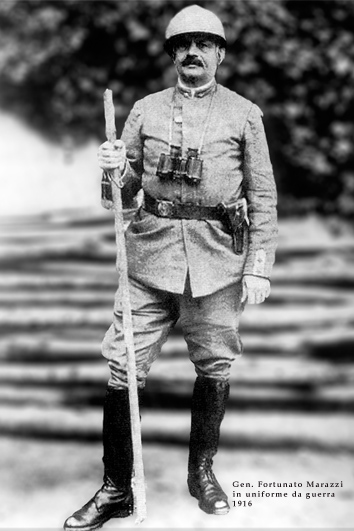
Il generale conte Fortunato Marazzi.

Tra le personalità che dimorarono nello stabile che si distinsero in qualche campo si segnalano:
- Il conte Ferdinando Scotti, che vi abitò a partire dal 1620 e che occupò un seggio nel Gran Consiglio. Fu uomo d'armi militando agli ordini della Repubblica di Venezia, luogotenente generale di cavalleria[8].
- Vincenzo Folcioni, non fu solo il proprietario, ma anche collezionista d'arte; alla sua scomparsa, secondo un articolo dell'epoca, gli eredi vendettero all'asta opere di Guido Reni, Guercino, il Moretto, Andrea Previtali, Vincenzo Foppa, Giorgione, Callisto Piazza, Andrea del Sarto, ecc. Altri quadri erano stati venduti in precedenza[7][9].
- Il conte Fortunato Marazzi, generale, letterato e politico, consigliere del Comune di Crema tra il 1910 ed il 1920, deputato per diverse legislature (dalla XVI alla XXIV legislatura del Regno d'Italia, senatore del Regno dal 3 ottobre 1920. Promosse a proprie spese l'erezione del Monumento ai Caduti in Piazza Trento e Trieste in ricordo del figlio Ottaviano, deceduto sul Carso sloveno[10]. Gli è stata dedicata la via che affianca il lato orientale del palazzo, ai sensi della delibera del Consiglio comunale del 27 luglio 1923; anticamente la strada era nota come Canton dei Zavattini[7].

### Ospiti illustri
Quando il palazzo aveva la funzione di albergo ospitò il 10 aprile 1862 Giuseppe Garibaldi e i figli Ricciotti  e Menotti.
John Addington Symonds soggiornò nell'albergo e nel suo volume Sketches in Italy pubblicò un capitolo intitolato Crema and the Crucifix nel quale parlò anche del «museo» di Vincenzo Folcioni, manifestando scetticismo, tuttavia, sull'altisonanza dei nomi delle opere ivi conservate.
Il conte Mario Marazzi accolse il 17 maggio 1924 il principe Umberto II di Savoia, giunto a Crema per inaugurare il monumento voluto dal generale Fortunato (deceduto nel 1921.

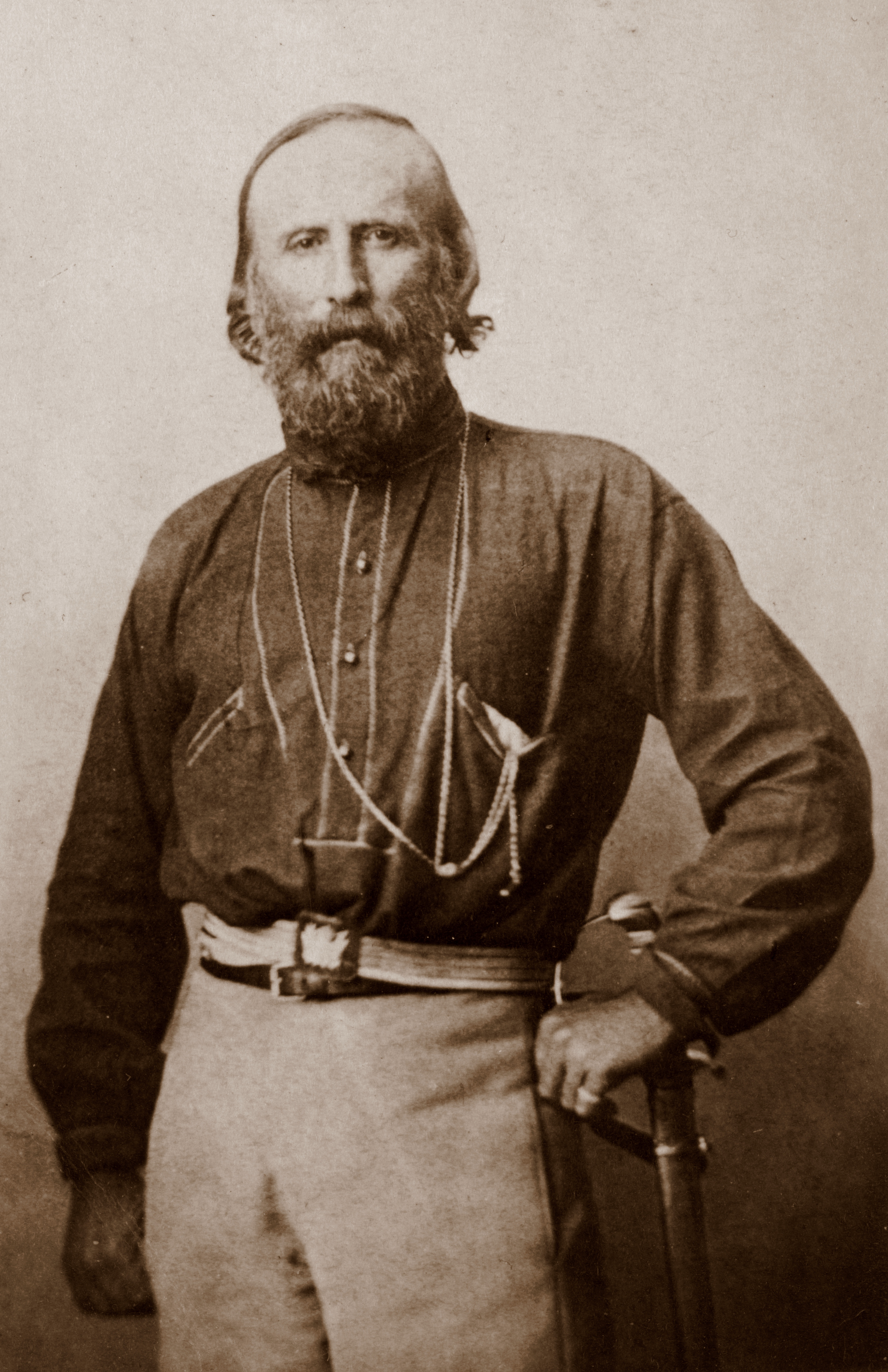
Giuseppe Garibaldi.
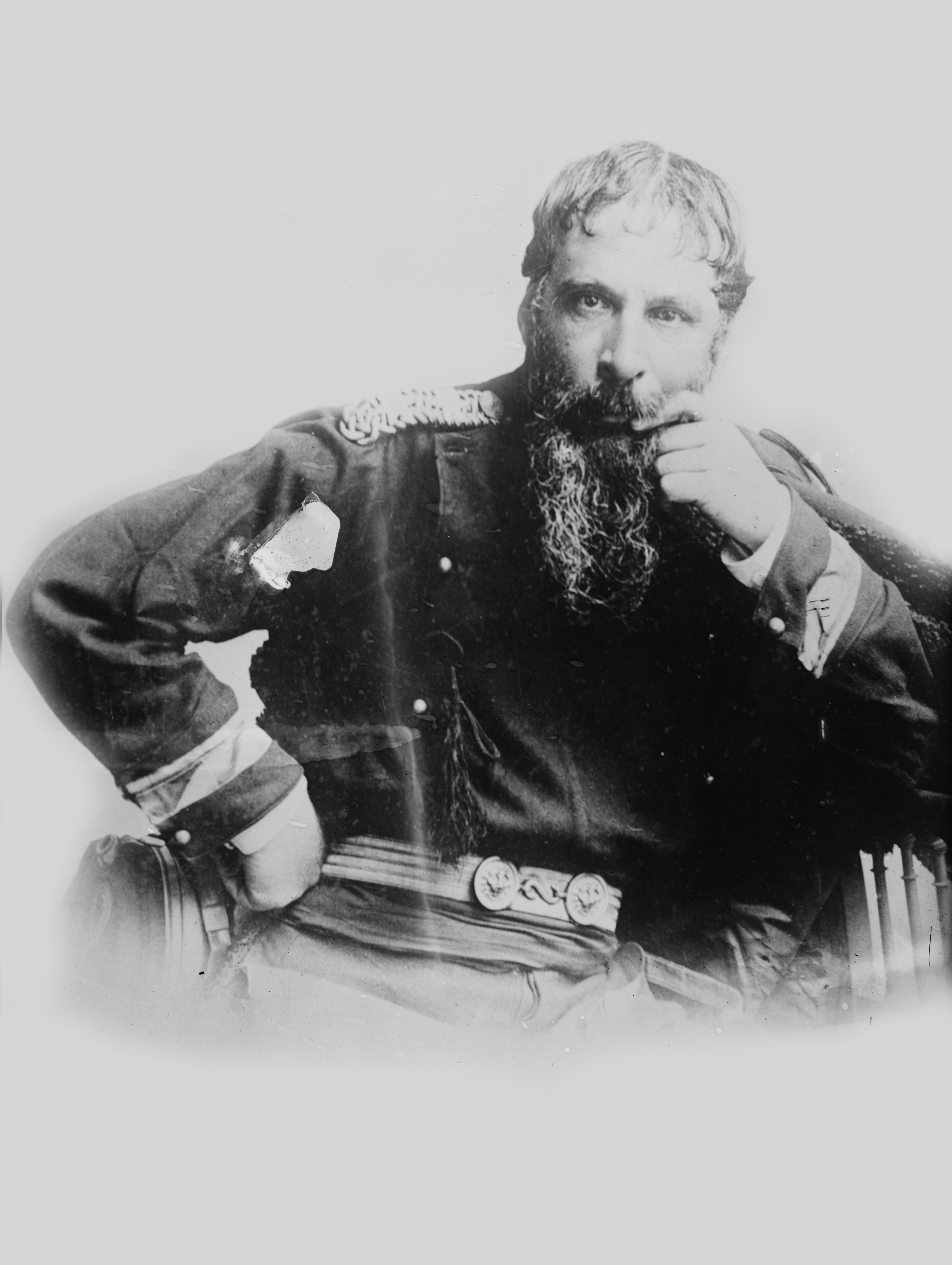
Ricciotti Garibaldi.
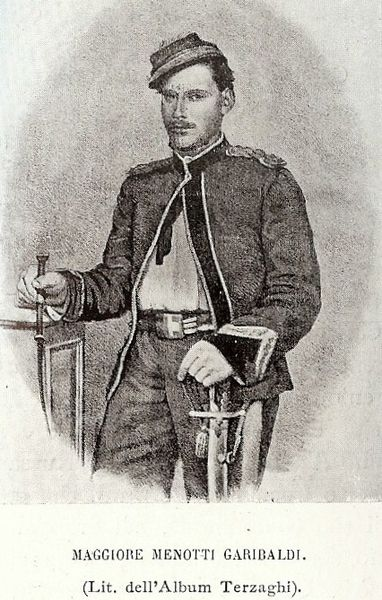
Menotti Garibaldi.
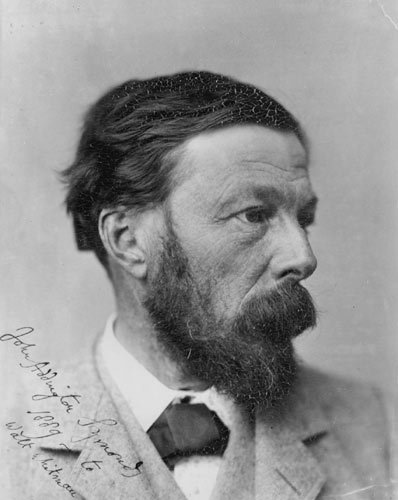
John Addington Symonds.
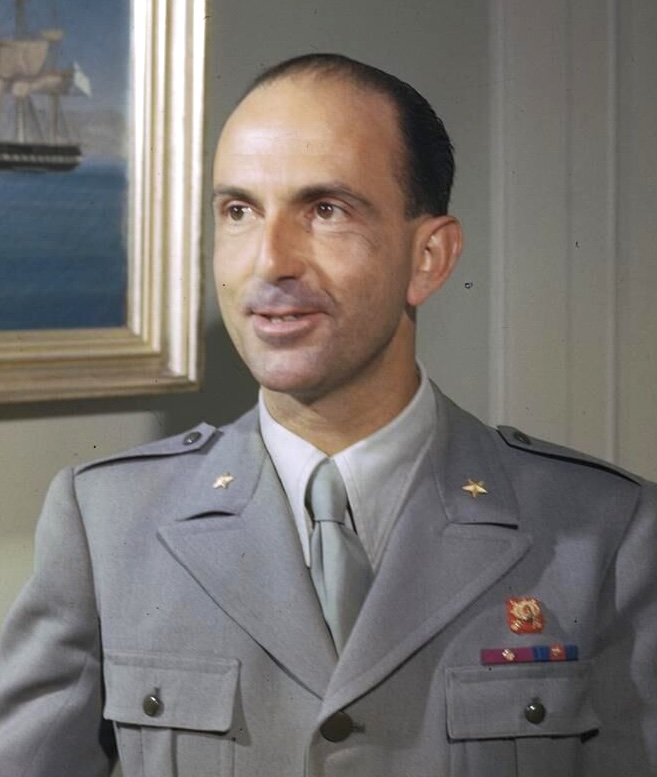
Il principe Umberto II di Savoia.

## Caratteristiche
L'edificio si presenta esternamente molto sobrio e privo di una vera e propria facciata. Il lato prospiciente Via Marazzi presenta semplici aperture non incorniciate; solo due porte-finestre hanno elementi più elaborati, si tratta di ringhiere in ferro battuto. Secondo il Perolini l'ingresso che si apre lungo questa via era un tempo secondario. Quello principale in passato sarebbe stato l'ingresso che dà su un vicolo ancora lastricato a rizzata con trottatoie che sbuca in Via XX Settembre; in fondo a questa viuzza un tempo denominata Cantoncello dei Conti Scotti, dal nome degli antichi proprietari, si presenta alla vista un apparato murario in mattoni a vista con apertura al piano terra una porta balconata con i segni di un restringimento al secondo e una terza semplice apertura. In alto termina con un accenno di cornicione.
Dai due ingressi si accede in un cortile perfettamente rettangolare e ciottolato; i due lati lunghi sono porticati con cinque archi a tutto sesto; quello settentrionale, inoltre, ha un soffitto travato. Le finestre al primo piano sono frutto di un riassetto ottocentesco o di inizio Novecento; quelle dei lati lunghi sono bifore lievemente arcuate, quelle dei lati corti sono aperture con architrave. 
Lungo il lato occidentale corre un balcone che si protende per un brevissimo tratto anche sui lati lunghi: alcuni mensoloni in pietra lo sorreggono, mentre la balaustra presenta colonnine e semicolonnine.
A conferire un'atmosfera molto particolare all'ambiente è la diffusa presenza di piante rampicanti.
Lo scalone con balaustra e gradoni in pietra serena sale con due rampe al piano superiore: qui è andata perduta la decorazione commissionata da Vincenzo Folcioni a Luigi Manini e realizzata nel 1866; termina  con un ballatoio loggiato in fondo al quale una lapide ricorda la visita del principe Umberto II. Alcune sale presentano ancora soffitti di epoca quattrocentesca; una di questa, in particolare, conserva le tipiche tavolette lignee in uso all'epoca.

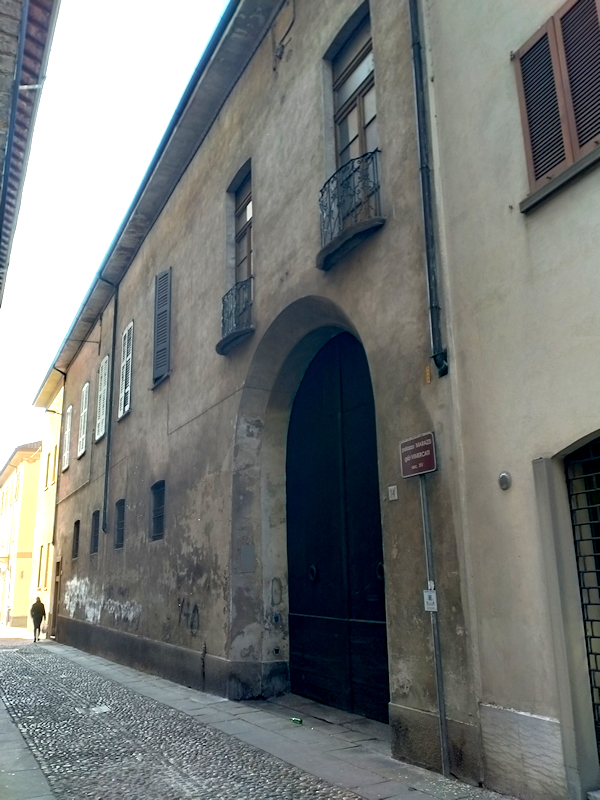
La fronte verso Vicolo Marazzi.
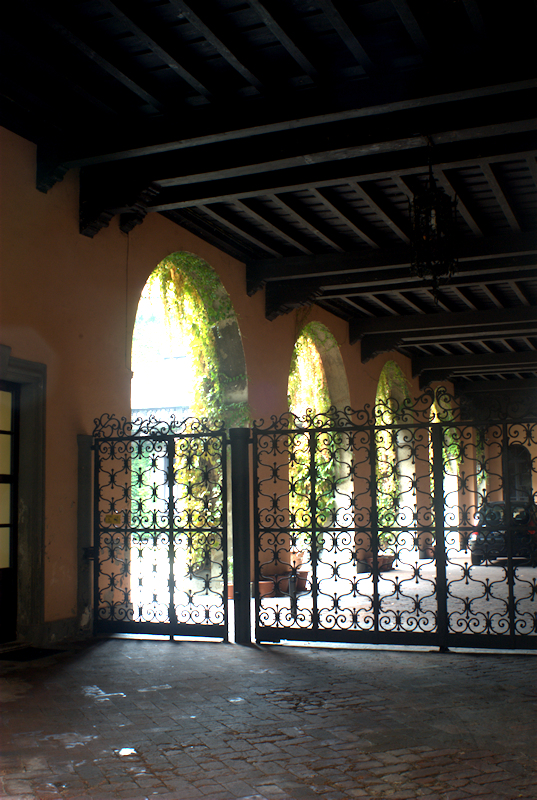
L'ingresso ripreso da Vicolo Marazzi.
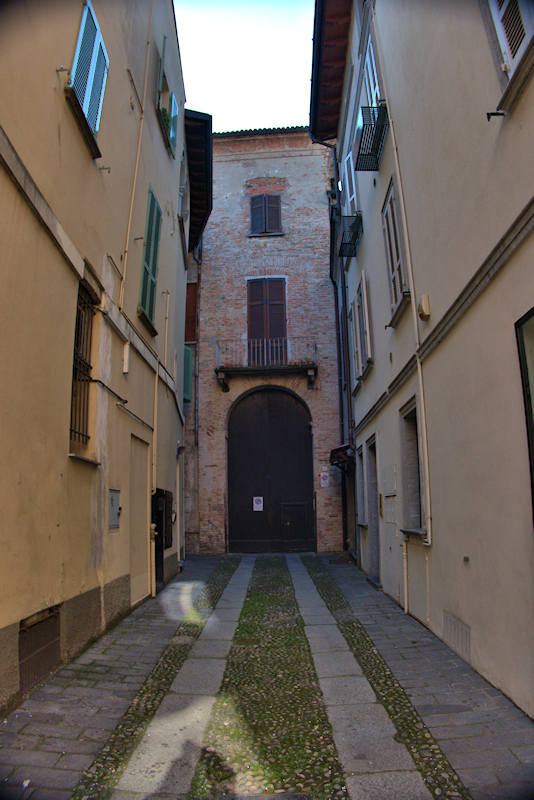
L'ingresso di Via XX Settembre.

### Il busto dedicato a Fortunato Marazzi

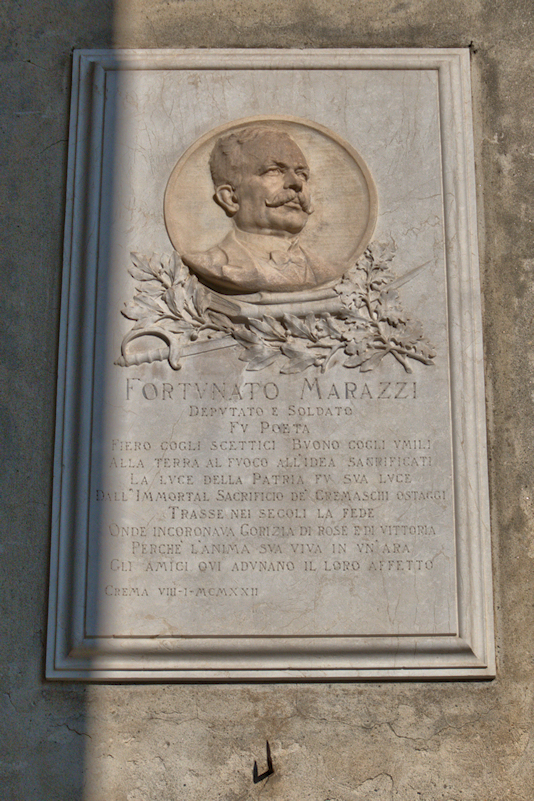
La lapide con epigrafe dedicata al generale conte Fortunato Marazzi.

In principio di Via Lucini è collocato un busto con effigie dedicato al conte Fortunato Marazzi: fu inaugurato nel 1922, ad un anno dalla scomparsa del generale, opera dello scultore Enrico Girbafranti. È accompagnato dalla seguente epigrafe:
Nella dedica si cita, in particolare, la città di Gorizia: l'8 agosto 1916, infatti, a capo del VI Corpo d'armata, autorizzato dal generale Luigi Cappello, Fortunato Marazzi tentò l'irruzione sulla sinistra dell'Isonzo riuscendo dopo due ore di combattimenti a riconquistare la città occupata dagli austriaci.